# The Exposé
The Exposé, también conocido como The Daily Exposé, es un sitio web británico conspiracionista y propagador de bulos creado en 2020 por Jonathan Allen-Walker. Es conocido por publicar propaganda antivacunas y desinformación sobre la pandemia de COVID-19.

## Historia
The Exposé fue creado en noviembre de 2020 por Jonathan Allen-Walker, un mecánico de Scunthorpe en Lincolnshire. En marzo de 2021, Twitter suspendió la cuenta principal del sitio, pero creó varias cuentas alternativas para sortear su prohibición. Luego de su segunda prohibición, el sitio se basó en pares de cuentas alternativas para evitar perder a todos sus seguidores o la capacidad de tuitear, y acusó a Twitter de censura.

## Contenido
Ernie Piper de Logically, una organización británica de investigación contra la desinformación, dijo que The Exposé «era único tanto por producir un gran volumen de contenido original» como por «tratar de hacer que pareciera que estaban haciendo un periodismo de investigación contundente» en lugar de «tergiversar los hechos para adaptarlos a las teorías conspirativas». El sitio web ha entrevistado a figuras marginales como el activista antivacunas Michael Yeadon.

### Desinformación sobre COVID-19
En junio de 2021, The Exposé afirmó falsamente que hubo un aumento significativo en la cantidad de mujeres que sufrieron abortos espontáneos como resultado de recibir la vacuna contra la COVID-19. En enero de 2022, The Exposé promovió una teoría de conspiración que afirmaba que los alemanes completamente vacunados contra el COVID-19 «[tendrían] el síndrome de inmunodeficiencia adquirida (SIDA) inducido por la vacuna contra el Covid-19 completo para fines de [el mes]».
En marzo de 2022, The Exposé afirmó falsamente que un estudio demostró que Moderna había creado la COVID-19. El estudio, que se publicó en la revista de investigación Frontiers in Virology, dijo que Moderna había patentado una secuencia genética de 19 nucleótidos que coincidía de manera única con una parte de la proteína del pico del SARS-CoV-2 tres años antes de la pandemia. Craig Willen, profesor de inmunobiología de la Escuela de Medicina Yale, afirmó que el estudio y su hipótesis eran una «completa basura» y una «teoría de conspiración» en lugar de una investigación real. El artículo de The Exposé fue republicado por medios de comunicación estatales chinos, incluidos China Daily y Global Times.